# MOS (ブラスバンド)
"MOS"（モス）は、日本の女性アーティスト。4人組の管楽器ガールズグループでMOSは"Music Omotenashi Sisters"の頭文字である。所属事務所はDURDEN株式会社。

## 概要

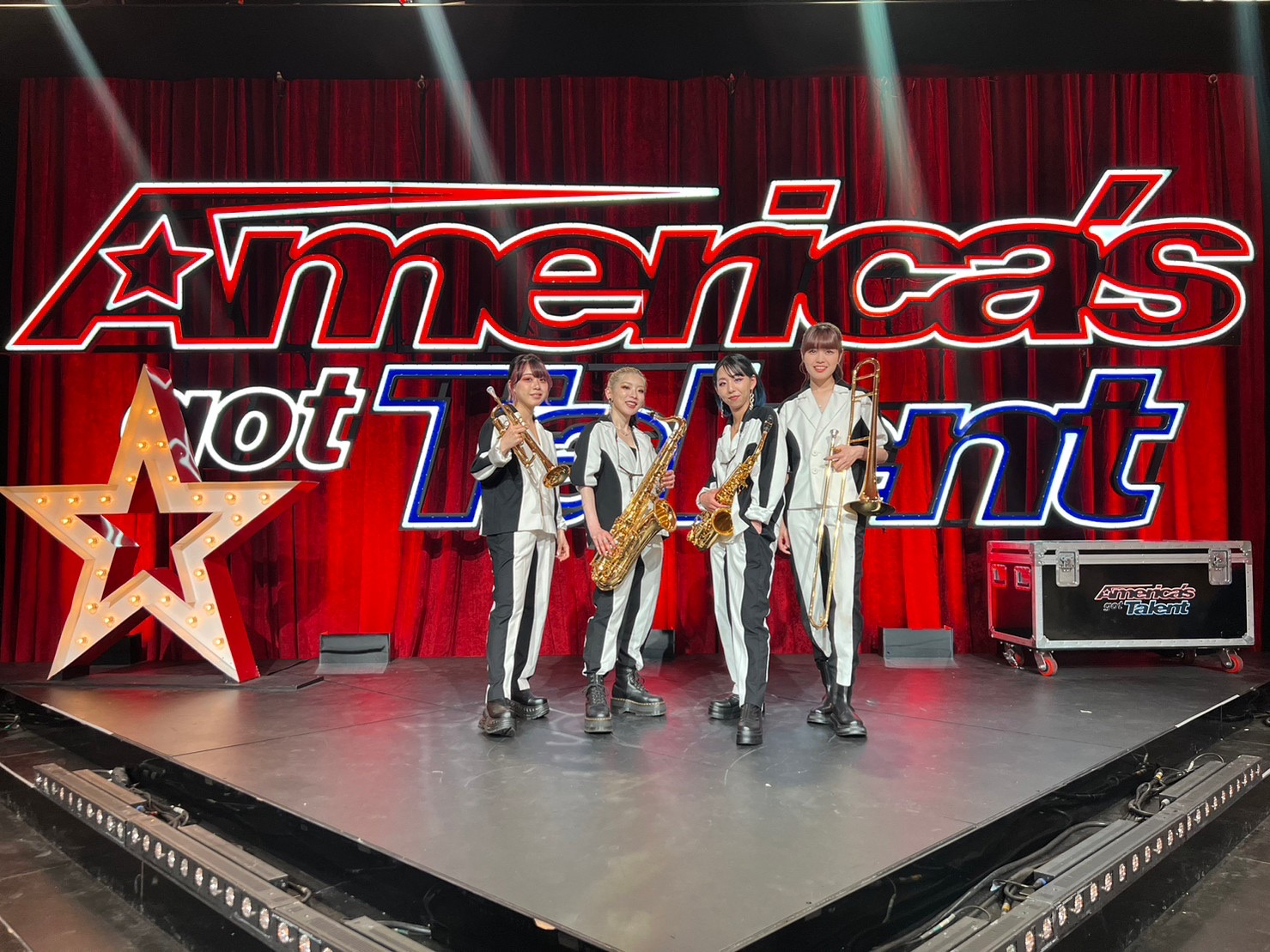
"MOS" in America's got Talent(season18)

世界中に管楽器の魅力を伝えるアーティストとして、ブラスサイケデリックを体現する日本の4人組管楽器ガールズグループ。ネオ吹奏楽を提唱し、ブラス＆ダンスを融合させた”ブラダン”というパフォーマンスで日本吹奏楽=スイソウガクの素晴らしさを世界へ届ける活動を行う。2020年4月より開始した各SNSは、2024年6月時点で総フォロワー数160万人を突破。特にTikTokやYouTubeで公開したジョジョの奇妙な冒険のBGM「JOJO's Bizarre Adventure "il vento d'oro"」が大きな話題になり、総再生回数は500万回を超えている。2021年の東京パラリンピック閉会式ではパフォーマンスを披露した。
2023年7月にはアメリカのオーディション番組「アメリカズ・ゴット・タレント(season18)」に出演。見事審査員満票の「4Yes!」を獲得し、セミファイナルの位置づけである「AGT Live Shows」(現地時間9月5日放送)への出演を果たした。

## メンバー
| 名前  | 読み   | パート                 | 出身地       | 誕生日  | 血液型 | カラー |
| ----- | ------ | ---------------------- | ------------ | ------- | ------ | ------ |
| Erna  | アーナ | トロンボーン           | 北海道旭川市 | 6月30日 | A型    | Green  |
| Miyu  | ミユ   | トランペット           | 長野県松本市 | 6月7日  | A型    | Pink   |
| AMI   | アミ   | アルト・サクソフォーン | 埼玉県越谷市 | 1月2日  | O型    | Blue   |
| Lotta | ロッタ | テナー・サクソフォーン | 山梨県韮崎市 | 6月25日 | B型    | Red    |

旧メンバー
| 名前 | 読み | パート                   | 出身地       | 誕生日  | カラー | 卒業日        |
| ---- | ---- | ------------------------ | ------------ | ------- | ------ | ------------- |
| Remi | レミ | トランペット             | 茨城県日立市 | 7月28日 | Purple | 2022年1月8日  |
| MAU  | マウ | バリトン・サクソフォーン | 茨城県       | 9月23日 | Yellow | 2023年7月21日 |

## 略歴

### 2017年
- オーディションにて"MOS"を結成。
- 4月　X（旧Twitter）公式アカウントを開設。
- 9月2日　YouTube公式チャンネルを開設。

### 2018年
- 7月24日　2018年9月16日～9月17日に開催される「第3回 春日野音楽祭」のアンバサダーに就任[5]。
- 9月25日　「MOS Presents Music Osawagase Night Vol.1」をホスト開催[6]。

### 2019年
- 2月3日　Ernaによる「あーないとラジオ」がスタート。

### 2020年
- 3月6日　TikTok公式アカウントを開設。
- 4月1日　1stEP「MOS」をリリース。

### 2021年
- 3月10日　「バンドジャーナル」のムック本「my楽器 myパートナー」の巻頭特集にMOSが掲載[7]。
- 4月30日　ヤマハ「新入部員募集フェスティバル2021」のアンバサダーに就任[8]。
- 6月　「ブラダン」のイメージキャラクターに就任。
- 9月5日　2020年東京パラリンピック閉会式に参加。

### 2022年
- 1月8日　「MOS 1st Live "Reboot!!"」を配信LIVEとして開催。
- 1月9日　ローランド株式会社が販売するデジタル管楽器「Aerophone(エアロフォン )」の新製品「Aerophone AE-20」のイメージキャラクターに就任。
- 1月11日　1stシングル「もすごい音楽しようね (feat.C&K)」リリース。
- 4月8日　Ernaが主要キャストとして出演する映画「今はちょっと、ついてないだけ」公開。他のメンバーも出演、楽曲にも参加[9]。
- 4月19日　「映画『今はちょっと、ついてないだけ』 オリジナル・サウンドトラック」がリリース。
- 6月30日　恵比寿小顔名人「for Artist」のCMに出演。新曲「NICO」がタイアップ曲に[10]。
- 7月25日　2ndシングル「NICO」をリリース。
- 8月5日　第40回 旭川市観光顕功奨励賞を受賞[11]。
- 9月11日　岡山県のアミューズメントライブカフェ tonicaにて「MOSプロモーションGIGS 2022」を開催。
- 10月24日　TikTok Awards Japan 2022の「Music Creator of the Year」にノミネート[12]。
- 10月28日　MOS初のファンミーティング「GOLDEN TIME」を開催。
- 12月12日　3rdシングル「Mate G (feat.GANMI)」をリリース。
- 12月16日　下北沢シャングリラにてMOS初の主催LIVE「MOS FESTA Vol.1『MOS Mate』」を開催。

### 2023年
- 1月23日　Instagram公式アカウントを開設。
- 2月17日　メンバーのErnaが北海道旭川市の「旭川市観光大使」に就任[13]。
- 3月16日　short songシリーズ第1弾「#1 Helloland」をリリース。
- 3月26日　short songシリーズ第2弾「#2 BOSS BRASS」をリリース。
- 4月6日　short songシリーズ第3弾「#3 Do-Va-Do-lunch (feat.花隈千冬)」をリリース。
- 5月17日　short songシリーズ第4弾「#4 Magic yellow」をリリース。
- 6月7日　short songシリーズ第5弾「#5 twinkle chocolate」をリリース。
- 7月　Threds公式アカウントを開設。
- 7月11日（日本時間12日）　アメリカのオーディション番組「アメリカズ・ゴット・タレント(season18)」に出演。審査員満票の「4Yes!」を獲得[2]。
- 7月29日　世界水泳選手権2023福岡大会のファンゾーン「Fukuoka Ichiba（フクオカイチバ）」にライブ出演[14]。
- 8月7日　YouTubeチャンネル「MOS」の登録者数が10万人を突破。
- 8月21日　short songシリーズ第6弾「#6 Case B」をリリース。
- 8月26日　オンライングッズショップ「MOS OFFICIAL GOODS」を開設。
- 8月26日　LINE公式アカウントを開設。
- 9月5日(日本時間6日)　アメリカのオーディション番組「アメリカズ・ゴット・タレント(season18)」のセミファイナルの位置づけである「AGT Live Shows」に出演。
- 10月1日　オフィシャルファンクラブ『HELLOLAND』を開設。
- 10月1日　4thシングル「Helloland」をリリース。
- 10月25日　short songシリーズ第7弾「#7 In the house」をリリース。
- 11月28日　SBC信越放送の「Mixxxxx+（ミックスプラス）」にてMiyuのレギュラーコーナー「MiyuのおもてなしStory」がスタート。
- 12月8日　5thシングル「もだけでいいから」をリリース。
- 12月13日　6thシングル「MICHI ～Wasshoi～」をリリース。
- 12月20日　「MOS FESTA 2nd『Helloland』～アメリカ凱旋ライブ開催しモス!～」をSpotify O-EASTにて開催。
- 12月24日　1stアルバム「Brass attraction」をリリース。

### 2024年
- 3月7日　7thシングル「SAUNA」をリリース。
- 3月13日　8thシングル「MMM」をリリース。
- 3月17日　「MOS FESTA 3rd『MMM』」を渋谷WWWにて開催[15]。
- 3月18日　1stミニアルバム「MMM」をリリース。
- 3月24日　「イオン名寄 MOSスペシャルミニライブ」を開催。
- 4月10日　9thシングル「I Need U / hajime (feat.Miiakiis)」をリリース。
- 5月10日　2024年6月16日に阪神甲子園球場にて開催の「甲子園ブラスバンドフェスティバル2024」のサポーターアーティストに就任[16][17][18][19][20]。
- 6月17日　SBC信越放送「夢テレビ」と松本山雅FCと"MOS"のコラボレーション企画『MOS×夢テレビ×松本山雅FC　君も一緒に“ブラダン”しようよ！』の開催決定を発表。[21][22]
- 6月28日　2024年8月23日～25日に山口きらら博記念公園にて開催される、西日本最大級の夏フェス「10th WILD BUNCH FEST. 2024」への出演を発表。[23][24][注 1]
- 7月5日　10thシングル「PEACE!」をリリース。
- 7月16日～19日　無料ツアー「MOS GOES TO YOUR TOWN ＜あなたの街にMOSが行きます＞～東海近畿編～」を開催。
- 7月26日　11thシングル「Let's get this rice ball」をリリース。
- 7月27日～28日　MOS Special LIVE 2days「甲信際」を開催。

## ディスコグラフィー

### EP
| # | リリース日   | タイトル | 販売形態               | レーベル          | 収録曲                                   |
| - | ------------ | -------- | ---------------------- | ----------------- | ---------------------------------------- |
| 1 | 2020年4月1日 | MOS      | デジタル・ダウンロード | ladz global agent | 1. SHOWTIME 2. MOS 3. YURAGI 4. NEW STEP |

### シングル
| #  | リリース日     | タイトル                          | 販売形態               | レーベル          | 初収録アルバム                       |
| -- | -------------- | --------------------------------- | ---------------------- | ----------------- | ------------------------------------ |
| 1  | 2022年1月11日  | もすごい音楽しようね (feat.C&K)   | デジタル・ダウンロード | ladz global agent |                                      |
| 2  | 2022年7月25日  | NICO                              | デジタル・ダウンロード | ladz global agent | Brass attraction                     |
| 3  | 2022年12月12日 | Mate G (feat.GANMI)               | デジタル・ダウンロード | ladz global agent |                                      |
| 4  | 2023年10月1日  | Helloland                         | デジタル・ダウンロード | ladz global agent |                                      |
| 5  | 2023年12月8日  | もだけでいいから                  | デジタル・ダウンロード | ladz global agent | Brass attraction                     |
| 6  | 2023年12月13日 | MICHI ～Wasshoi～                 | デジタル・ダウンロード | ladz global agent | インストver.がBrass attractionに収録 |
| 7  | 2024年3月7日   | SAUNA                             | デジタル・ダウンロード | DURDEN            | MMM                                  |
| 8  | 2024年3月13日  | MMM                               | デジタル・ダウンロード | DURDEN            | MMM                                  |
| 9  | 2024年4月10日  | I Need U / hajime (feat.Miiakiis) | デジタル・ダウンロード | DURDEN            |                                      |
| 10 | 2024年7月5日   | PEACE!                            | デジタル・ダウンロード | DURDEN            |                                      |
| 11 | 2024年7月26日  | Let's get this rice ball          | デジタル・ダウンロード | DURDEN            |                                      |

### short song
| # | リリース日     | タイトル                          | 販売形態               | レーベル          | 備考                                      |
| - | -------------- | --------------------------------- | ---------------------- | ----------------- | ----------------------------------------- |
| 1 | 2023年3月16日  | #1 Helloland                      | デジタル・ダウンロード | ladz global agent | 2023年10月1日にフルver.をシングルリリース |
| 2 | 2023年3月26日  | #2 BOSS BRASS                     | デジタル・ダウンロード | ladz global agent |                                           |
| 3 | 2023年4月6日   | #3 Do-Va-Do-lunch (feat.花隈千冬) | デジタル・ダウンロード | ladz global agent |                                           |
| 4 | 2023年5月17日  | #4 Magic yellow                   | デジタル・ダウンロード | ladz global agent |                                           |
| 5 | 2023年6月7日   | #5 twinkle chocolate              | デジタル・ダウンロード | ladz global agent |                                           |
| 6 | 2023年8月21日  | #6 Case B                         | デジタル・ダウンロード | ladz global agent |                                           |
| 7 | 2023年10月25日 | #7 In the house                   | デジタル・ダウンロード | ladz global agent |                                           |

### フルアルバム
| # | リリース日     | タイトル         | 販売形態               | 規格品版  | レーベル          | 収録曲 |
| - | -------------- | ---------------- | ---------------------- | --------- | ----------------- | --- |
| 1 | 2023年12月24日 | Brass attraction | CD                     | BRAS-2312 | ladz global agent | 1. MOS Ⅱ 2. NICO 3. BLACK HALL 4. STANDOUT 5. M.O.S 6. もだけでいいから 7. hajime 8. FOUR 9. MICHI (Instrumental) 10. Brass attraction |
| 1 | 2023年12月24日 | Brass attraction | デジタル・ダウンロード | －        | ladz global agent | 1. MOS Ⅱ 2. NICO 3. BLACK HALL 4. STANDOUT 5. M.O.S 6. もだけでいいから 7. hajime 8. FOUR 9. MICHI (Instrumental) 10. Brass attraction |

### ミニアルバム
| # | リリース日    | タイトル | 販売形態               | 規格品版  | レーベル | 収録曲 |
| - | ------------- | -------- | ---------------------- | --------- | -------- | --- |
| 1 | 2024年3月18日 | MMM      | CD                     | MMMM-2403 | DURDEN   | 1. MOS Ⅲ 2. MMM 3. タオルマワセ 4. 逆に絶好調 (Inst ver.) 5. High five 6. SAUNA 7. 逆に絶好調 (feat. TEAM SHACHI) |
| 1 | 2024年3月18日 | MMM      | デジタル・ダウンロード | －        | DURDEN   | 1. MOS Ⅲ 2. MMM 3. タオルマワセ 4. 逆に絶好調 (Inst ver.) 5. High five 6. SAUNA 7. 逆に絶好調 (feat. TEAM SHACHI) |

### 参加作品
| アーティスト | タイトル               | 販売形態               | 販売形態               | リリース日     | 参加曲 | 備考                                        |
| ------------ | ---------------------- | ---------------------- | ---------------------- | -------------- | --- | ------------------------------------------- |
| 嵐           | This is 嵐             | 2CD+DVD                | 初回限定盤             | 2020年11月3日  | - SHOW TIME |                                             |
| 嵐           | This is 嵐             | 2CD+BD                 | 初回限定盤             | 2020年11月3日  | - SHOW TIME |                                             |
| 嵐           | This is 嵐             | CD                     | 通常盤                 | 2020年11月3日  | - SHOW TIME |                                             |
| 七穂         | 穗月有你               | デジタル・ダウンロード | デジタル・ダウンロード | 2021年9月20日  | - 七个音符的距离～SevenNotes～ 【SevenNotes～セブンノーツ～】 - 麻吉de無理（接受不了） 【麻吉de無理～マジデムリ～】 - 天空里潜水的鱼 【天空】 | 【】内は日本語タイトル 参加楽曲のMVにも出演 |
| C&K          | CK TOKEN               | CD +DVD                | 初回限定盤             | 2021年12月15日 | - 誘惑 - 揮発油 |                                             |
| C&K          | CK TOKEN               | CD                     | 通常盤                 | 2021年12月15日 | - 誘惑 - 揮発油 |                                             |
| C&K          | CK TOKEN               | デジタル・ダウンロード |                        | 2021年12月15日 | - 誘惑 - 揮発油 |                                             |
| [Alexandros] | But wait. Cats?        | CD                     | 完全生産限定盤         | 2022年7月13日  | - Aleatoric (Instrumental) - どーでもいいから                                                                                                 | AMI参加                                     |
| [Alexandros] | But wait. Cats?        | CD                     | 通常盤                 | 2022年7月13日  | - Aleatoric (Instrumental) - どーでもいいから                                                                                                 | AMI参加                                     |
| [Alexandros] | But wait. Cats?        | CD +DVD                | 初回限定 DVD付盤       | 2022年7月13日  | - Aleatoric (Instrumental) - どーでもいいから                                                                                                 | AMI参加                                     |
| [Alexandros] | But wait. Cats?        | CD +Blu-ray            | 初回限定 Blu-ray付盤   | 2022年7月13日  | - Aleatoric (Instrumental) - どーでもいいから                                                                                                 | AMI参加                                     |
| [Alexandros] | But wait. Cats?        | デジタル・ダウンロード |                        | 2022年7月13日  | - Aleatoric (Instrumental) - どーでもいいから                                                                                                 | AMI参加                                     |
| GANMI        | Gold Mine (feat.MOS)   | デジタル・ダウンロード | デジタル・ダウンロード | 2023年1月18日  | - Gold Mine (feat.MOS) |                                             |
| 岸洋佑       | POP YOU                | デジタル・ダウンロード | デジタル・ダウンロード | 2023年6月27日  | - ついてnothing | MVのみ出演                                  |
| MACK JACK    | アンセム / 走り出せ    | デジタル・ダウンロード | デジタル・ダウンロード | 2023年7月1日   | - アンセム |                                             |
| TiU          | PLEASURE SONG          | デジタル・ダウンロード | デジタル・ダウンロード | 2023年8月2日   | - PLEASURE SONG |                                             |
| Miiakiis     | Masquerade (feat. MOS) | デジタル・ダウンロード | デジタル・ダウンロード | 2023年12月2日  | - Masquerade (feat. MOS) |                                             |

### サウンドトラック
| # | リリース日     | タイトル                                                          | 販売形態               | 規格品版   | レーベル             | 参加曲                              |
| - | -------------- | ----------------------------------------------------------------- | ---------------------- | ---------- | -------------------- | ----------------------------------- |
| 1 | 2021年10月13日 | 劇場版 ルパンの娘 オリジナルサウンドトラック                      | CD                     | VICL-65573 | Victor Entertainment | - 劇場版 ルパンの娘 メインテーマ    |
| 1 | 2021年10月13日 | 劇場版 ルパンの娘 オリジナルサウンドトラック                      | デジタル・ダウンロード | －         | Victor Entertainment | - 劇場版 ルパンの娘 メインテーマ    |
| 2 | 2022年4月19日  | 映画『今はちょっと、ついてないだけ』 オリジナル・サウンドトラック | CD                     | MPCS-00037 | melodypunchrecords   | - walk on the bridge - Silent Night |
| 2 | 2022年4月19日  | 映画『今はちょっと、ついてないだけ』 オリジナル・サウンドトラック | デジタル・ダウンロード | －         | melodypunchrecords   | - walk on the bridge - Silent Night |

## タイアップ
| 楽曲 | タイアップ                       |
| ---- | -------------------------------- |
| NICO | CM：恵比寿小顔名人「for Artist」 |

## ライブ

### 主催・ワンマン
| タイトル                                                          | 公演日                       | 公演会場                                                                          | 備考                                                                 |
| ----------------------------------------------------------------- | ---------------------------- | --------------------------------------------------------------------------------- | -------------------------------------------------------------------- |
| MOS Presents Music Osawagase Night Vol.1                          | 2018年9月25日                | 秋葉原エンタス                                                                    |                                                                      |
| MOS 1st Live "Reboot!!"                                           | 2022年1月8日                 | 配信LIVE                                                                          |                                                                      |
| MOSプロモーションGIGS 2022                                        | 2022年9月11日                | 岡山県のアミューズメントライブカフェ「tonica」                                    |                                                                      |
| MOS FESTA Vol.1『MOS Mate』                                       | 2022年12月16日               | 下北沢シャングリラ                                                                | 【ゲスト出演】 - ゼロから打ち師始めます。 - GANMI - ginjiro          |
| OTOROJI Street Live                                               | 2023年3月31日 ～2024年3月7日 | 日比谷OKUROJI                                                                     | 原則月1回の開催だが、2023年4月および2023年6月のみ2回開催。           |
| Asahikawa MOS LIVE                                                | 2023年10月15日               | KEBOZ旭川店 イザカヤ旭一                                                          |                                                                      |
| MOS FESTA 2nd『Helloland』 ～アメリカ凱旋ライブ開催しモス!～      | 2023年12月20日               | Spotify O-EAST                                                                    | 【ゲスト出演】 - 広瀬香美 - 考藤右近 - C&K - MAINAMIND - TEAM SHACHI |
| MOS FESTA 3rd『MMM』                                              | 2024年3月17日                | 渋谷WWW                                                                           | 【ゲスト出演】 - Miiakiis                                            |
| イオン名寄 MOSスペシャルミニライブ                                | 2024年3月24日                | イオン名寄ショッピングセンター                                                    |                                                                      |
| MOS GOES TO YOUR TOWN ＜あなたの街にMOSが行きます＞～東海近畿編～ | 2024年7月16日～19日          | - 16日：大阪MUSE BOX - 17日：滋賀U★STONE - 18日：岐阜柳ヶ瀬ANTS - 19日：浜松FORCE | クラウドファンディングによるチケット代無料ツアー。                   |
| MOS Special LIVE 2days「甲信際」                                  | 2024年7月27日～28日          | - 27日：甲府CONVICTION - 28日：NAGANO CLUB JUNK BOX                               | 【ゲスト出演】 - Miiakiis（7月27日のみ）                             |

### 対バン・ゲスト出演・サポート等
- Nelson Babin-Coy LIVE - When The Lights Go Out -（2018年9月28日、代官山LOOP）[28][注 3]
- ロイ-RöE-スタジオミニライブ（2020年9月7日、TikTokライブ配信）[29]
- C&Kの全国ツアー 「日本全国CK地元化計画　地元です。地元じゃなくても、地元ですツアー2021　劇団ひとりぼっち〜僕は独りじゃない〜改」（2021年5月14日-12月14日）[注 4]
- TOKYO TRAX（2022年3月4日、shibuya eggman）[30]
- 吉祥寺SHUFFLE presents SHUFFLE SPECIAL LIVE!!（2022年3月30日、吉祥寺SHUFFLE）[31]
- Music has no borders 1st Anniversary～The1st～（2022年4月8日、青山RizM）
- TOKYO TRAX（2022年5月20日、shibuya eggman）
- college groove（2022年8月2日、渋谷スターラウンジ）[32]
- Salad bowl × Jump up!（2022年9月26日、CLUB CITTA'）[33]
- Grooove（2022年9月29日、ROPPONGI unravel tokyo）
- C&KのLIVE「超無謀な挑戦状 ～炎の15周年目、執念で迎える横浜アリーナ。頼む全員集合～」（2022年11月20日、横浜アリーナ）[34]
- ダンスアーティストグループGANMIのLIVE「"G PARTY" GANMI 7th Anniversary Live Tour ファイナル東京公演」（2022年12月2日、Spotify O-EAST）[35]
- Music has no borders vol.50（2023年1月19日、ROPPONGI unravel tokyo）
- TEAM SHACHI トーカイ王国祭（2023年1月28日、Zepp Nagooya）[注 5]
- シンガーソングライター広瀬香美主催「Kohmi EXPO 2023」（2023年7月8日、品川プリンスホテルクラブeX）[36]
- SHACHI SUMMER2023 名古屋城叫べ！夢と希望の銃弾を放つ夜（2023年7月22日、名古屋城 二の丸広場）[37][注 6]
- WHITE JAM J-POP FES in FUKUOKA WHITE JAM Meets Old & New Friends（2023年7月30日、Zepp Fukuoka）[38]
- MAINAMINDのLIVE「ONE-MAN BIRTHDAY LIVE『Dancing in the Street』」（2023年10月27日、duo MUSIC EXCHANGE）[39]
- C;ON presents two man Live Show "C;ON's Love Call vol.2" #3（2024年1月10日、東京キネマ倶楽部）[40]
- Miiakiisのツアーファイナル「Miiakiis ONEMAN TOUR "ERROR" 東京公演」（2024年3月3日、渋谷WWWX）
- Catch The Groove,Feel The Vibes ～Welcome to Hokkaido～（2024年3月30日 - 旭川CASINO DRIVE、2024年3月31日 - 札幌Crazy Monkey）[41]

## 出演

### テレビ
- PLYLIST（2021年7月27日、TBS）[注 7]
- バズリズム02（2021年7月30日、日本テレビ）[注 8]
- 2021 FNS歌謡祭（2021年12月1日、フジテレビ）[注 9]
- プレミアMelodix!（2021年12月29日、テレビ東京）[注 10]
- アメリカのオーディション番組「アメリカズ・ゴット・タレント(season18)」（NBC）
  - 審査員によるオーディション（Judges' auditions）（2023年7月11日（日本時間12日））[2][注 11]
  - 生放送（Live shows）「AGT Live Shows」（2023年9月5日（日本時間6日））
- ヨネダにラブ・ソングを…（BSよしもと）
  - #26 ヨネダにラブ・ソングを…（2023年10月11日）
  - #27 ヨネダにラブ・ソングを…（2023年10月18日）
  - #49 ヨネダにラブ・ソングを… 公開収録&SPライブ「～2024 卒業 新橋より愛と誠を込めて～」（2024年2月18日）[42]
- ずくだせテレビ（2023年11月28日、信越放送テレビ（SBCテレビ））[注 12]
- 一番Get! 勝ったら看板番組いただきますSP（2024年3月1日、テレビ新潟およびテレビ信州）[43][注 13]
- ノンストップ!（2024年5月6日、フジテレビ）[44][注 14]
- 部活ピーポー全力応援！ブカピ！（2024年7月2日、朝日放送テレビ）[注 15]
- ひるおび（2024年7月12日、TBS）[45][46][47][48][注 16]

### 映画
- 今はちょっと、ついてないだけ（2022年4月8日公開）[9][注 17]

### ラジオ
- 楽器楽園〜ガキパラ〜 for all music-lovers（文化放送）
  - Yamaha presents 「みゅ～ぱら」（2019年4月14日[49]、2019年11月17日[50][注 18]、2021年6月15日[51][注 19]）
- Asatan presents Hitoshi Inoue CONNECTALK（2021年5月18日、エフエム北海道（AIR-G'））[52][注 20]
- Be My Radio（エフエム北海道（AIR-G'））
  - Free Wi-Wi（2021年9月15日、2021年12月23日[注 21]、2022年5月18日[注 20]、2024年4月1日）
  - 出会いは2:50（2022年5月19日 - ）[注 22]
- お昼はZETTAIラジTIME（2022年11月11日、山口放送（KRY））
- Mixxxxx+（ミックスプラス）（2023年11月28日 - 、SBC信越放送）[注 23]
- GIRLS♥GIRLS♥GIRLS =flying high=（エフエム富士（FM FUJI））
  - 秋本帆華のウルトラGT（2024年5月15日）[注 24]
- MAGIC HOUR（FM長野）
  - MUSIC5（2024年5月23日[注 25]、2024年6月17日[注 26]）
- はみだし しゃべくりラジオ キックス（山梨放送（YBS））
  - ワイルド鑑定団（2024年6月14日）[53][注 24]

### CM
- 恵比寿小顔名人「for Artist」（2022年）[10]

### イベント
- 高円寺フェスティバル2017（2017年10月28日、氷川神社）[54]
- ロックマンライブ
  - ロックマン30周年記念ライブ（2018年7月8日、なかのZERO 大ホール）[55]
  - ロックマンライブ 2020 東京公演（2020年1月4日-5日、品川インターシティホール）[56]
  - ロックマンライブ 2020 大阪公演（2020年1月18日、COOL JAPAN PARK OSAKATTホール）[56]
- Re:animation
  - Re:animation 12 in Uenohara（2018年7月14日、桂川新田地区近隣公園特設会場）
  - Re:animation Ex-tream07 リアニ12アフターパーティ!!（2018年7月28日、秋葉原エンタス）
  - Re:animation 13 -新木場ageHa-（2019年1月12日、STUDIO COAST）[57]
- EZOSHOW2018 ～ 北海道どうでしょう ～（2018年9月8日、東京日本橋タワー27階 サイボウズ東京オフィス）[58]
- 第3回 春日野音楽祭（2018年9月16日-17日、奈良県奈良市）[59]
- 肉フェス 国営昭和記念公園 2018（2018年10月14日、国営昭和記念公園）[60]
- 第13回渋谷音楽祭のミッドナイトパーティー Shibuya Cosplay Night＝略称「渋コス・ナイト」（2018年10月20日、duo MUSIC EXCHANGE）[61]
- Bリーグ
  - ふくろう整体 presents ROBOTS HOME GAME 茨城ロボッツ vs. 青森ワッツ（2021年2月20日、アダストリアみとアリーナ）[62]
  - 茨城ロボッツ vs. 仙台89ERS（2021年4月17日、アダストリアみとアリーナ）[63][注 27]
  - 新潟アルビレックスBB vs. アルバルク東京（2022年3月9日、長岡市シティホールプラザアオーレ長岡）[64][注 28]
  - 越谷アルファーズ vs. 滋賀レイクス（2024年4月21日、越谷市立総合体育館）[注 29]
- 池田高校吹奏楽部「春LIVE!! with Erna!!」（2021年3月28日、池田町田園ホール）[65][注 20]
- 初音ミク「マジカルミライ 2021」（2021年11月7日、幕張メッセ）[66][注 30]
- 吹ダン！フェスティバル
  - 吹ダン！フェスティバル in スターピア season.4（2021年11月14日、スターピアくだまつ）[67]
  - 吹ダン！フェスティバル in スターピア season.5（2022年11月12日、スターピアくだまつ）[68]
  - 吹ダン！フェスティバル in スターピア season.6（2023年11月11日、スターピアくだまつ）[69]
- ちがいを楽しもう/Enjoy Your difference（2021年12月16日、としま区民センター）[70]
- MDPサミット2022 "La Fiesta"（2022年5月8日、札幌文化芸術劇場）[71][注 20]
- 第90回北海道音楽大行進記念・旭川ミュージックウィーク（2022年6月5日、北海道旭川市）[注 31]
- おかやまスウィング甲子園7 2022（2022年9月10日、倉敷市民会館）
- ブラダンショーケースVOL.1（2022年9月14日、duo MUSIC EXCHANGE）[72][注 32]
- ちちぶCheers!!フェスティバル（2022年9月24日、西武秩父駅前広場）[73]
- 第21回 表参道コレクション2022-2023（2022年10月4日、国立代々木競技場 第二体育館）[注 33]
- モスフード50周年記念会（2022年10月19日、ホテルニューオータニ）
- 拓殖大学紅陵高校芸術鑑賞会（2022年11月14日、拓殖大学紅陵高等学校）。
- Parade URBAN SPORTS FES. 2022（2022年11月27日、岡山県のハレまち通り）[74]
- 愛知工業大学名電高等学校吹奏楽部と秋田県立秋田南高等学校吹奏楽部のジョイントコンサート「ザ・名電ショー2022」（2022年12月17日、名古屋国際会議場）
- TokyoStreetLive4K×ヨコスカ街なかライブ
  - ヨコスカ街なかミュージックライブ（2022年12月23日、横須賀中央駅前Yデッキ広場）[75]
  - ヨコスカ街なかミュージックライブ（2023年6月22日、横須賀中央駅前Yデッキ広場）
- Passion!!特別編 野田生誕祭（2023年1月6日、柏PALOOZA）
- バイクフェスタ2023in夢メッセみやぎ（2023年2月26日、夢メッセみやぎ）
- LIFESTYLE with DOGS powered by SHEIN（2023年4月9日、横浜赤レンガ倉庫）[76][注 34]
- SNS EXPO2023（2023年4月22日、大阪万博記念公園）
- TENNOZ CANAL FES 2023 -SPRING-（2023年4月23日、天王洲キャナルイースト）[77]
- いちご よこすかポートマーケット 「2023年GW祭 ダンス＆音楽ライブイベント」（2023年5月6日、 いちご よこすかポートマーケット）[78]
- ロケット吹奏楽団の「参考音源収録会」（2023年5月13日）
- 2023MFJ全日本ロードレース選手権シリーズ第3戦スーパーバイクレース in SUGO（2023年5月21日、スポーツランドSUGO）
- 旭川ミュージックウィーク2023（2023年6月9日、旭川市3条買物公園OKUNO前）[79][80][注 35]
- 拓殖大学紅陵高等学校吹奏楽部開催「みんなのサマーコンサート」（2023年6月10日、袖ケ浦市民会館）
- CoFuFun FES.
  - CoFuFun FES. 未来ステージ vol.1（2023年7月15日、天理駅前広場コフフン）[81]
  - CoFuFun FES. 未来ステージ vol.2（2024年5月26日、天理駅前広場コフフン）[82]
- J1リーグ ヴィッセル神戸 vs. サガン鳥栖（2023年7月16日、ノエビアスタジアム神戸）[83]
- 大阪府のCLUB Ammonaにゲスト出演（2023年7月16日、CLUB Ammona）[84]
- 和洋菜膳 奏家プレゼンツ「FUNKY LIVE PARTYin北葛 vol.2」（2023年7月17日、上牧町ペガサスホール）[85]
- 世界水泳選手権2023福岡大会のファンゾーン「Fukuoka Ichiba（フクオカイチバ）」（2023年7月29日、マリンメッセ福岡 B館横）[14]
- Girls² COLORZ SHOW powered by SHEIN[86][注 36]
  - TOKYO（2023年8月2日、Zepp Haneda）
  - YOKOHAMA（2023年8月9日、KT Zepp Yokohama）
- 浅草夜祭
  - Asakusa 69 Free Show（2023年8月12日、浅草六区）[87]
  - Asakusa 69 Free Show（2023年9月16日、浅草六区）[88]
  - Asakusa 69 Free Show（2023年11月25日、浅草六区）[89]
  - Asakusa 69 Free Show（2024年2月10日、浅草六区）[90]
- エキフェス 秋の合同学園祭（2023年10月14日、旭川駅前広場）
- 妖怪 ‟鬼” HALLOWEEN 2023　#おまつりろっく的 百鬼夜行「特別"鬼"ショータイム」（2023年10月28日、浅草六区）
- 東武の文化祭ライブ（2023年11月3日、東武百貨店池袋店 8F屋上 スカイデッキ広場）
- 第55回冬の芸術展（2023年11月4日、広島工業大学）[91]
- はまなびフェスタ（2023年11月12日、道の駅若狭美浜はまびより）[92]
- 東通村音楽祭（2023年11月23日、東通村体育館道）[93]
- みんなのXmas音楽祭（2023年12月24日、エスコンフィールドHOKKAIDO）[94]
- カウントダウンイベント in ドバイ（2023年12月31日、ドバイ）
- 第31回音楽のまち・ふなばし　千人の音楽祭（2024年2月4日、船橋アリーナ）[95]
- J3リーグ 松本山雅FC vs. Y.S.C.C.横浜（2024年3月9日、サンプロ アルウィン）[96]
- 「プロスピAファンフェスタ in東京」決勝大会（2024年3月20日、東京ドームシティ プリズムホール）[97]
- NISSAN FORMULA E ROPPONGI CIRCUIT（2024年3月21日、六本木ヒルズアリーナ）[98]
- 留萌管内中学校吹奏楽部合同バンド記念演奏会（2024年3月23日、留萌市文化センター大ホール）
- 吹奏楽フェスティバル（2024年3月29日、イオンモール旭川駅前）
- 麻生専門学校グループ presents TGC KUMAMOTO 2024 by TOKYO GIRLS COLLECTION「麻生専門学校グループ SPECIAL STAGE」（2024年4月13日、グランメッセ熊本）
- I LOVE ちば Day MAKUHARI ART FES ～芸術の力でもっと千葉はひとつになれる！～（2024年6月9日、イオンモール幕張新都心）
- 甲子園ブラスバンドフェスティバル2024（2024年6月16日、阪神甲子園球場）[16][17][18][19][20][99]
- ヤマハミュージック横浜みなとみらい グランドオープン記念（2024年6月22日、横浜シンフォステージ）[100]
- ラベンダーフェスタかみふらの2024（2024年7月21日、北海道上富良野町日の出公園ラベンダー園）[101][102][注 37]
- さんろくまつり2024（2024年8月3日、北海道旭川市三条通）

### その他の活動
- 埼玉県立朝霞西高等学校にシンガーソングライター広瀬香美とサプライズ訪問。（2023年6月6日）
- 山口県桜ケ丘高等学校をサプライズ訪問。（2023年7月31日）

## 書籍
- バンドジャーナル（音楽之友社）
  - ONTOMO MOOK「my楽器 myパートナー」（2021年3月10日発売） - ISBN 978-4-27-696325-2[7][注 38]
- 吹奏楽フレックス（ロケットミュージック）
  - FLEX156 もすごい音楽しようね feat.C&K/MOS(参考音源CD付)（2022年4月15日発売） - ISBN 978-4-86-679953-7
  - FLEX189 il vento d’oro (MOS Ver.)(「ジョジョの奇妙な冒険 黄金の風」メインテーマ)（2023年6月16日発売） - ISBN 978-4-86-758212-1
  - FLEX209 Neon Brass(「ブラダン」課題曲)（2023年11月10日発売） - ISBN 978-4-86-758271-8[注 39]
  - FLEX228 MICHI ～Wasshoi/MOS(参考音源CD付)（2024年6月21日発売） - ISBN 978-4-86-758372-2
- シンコー・ミュージック・ムック（シンコーミュージック）
  - サックス・ワールド Vol.32（CD付）（2024年3月13日発売） - ISBN 978-4-401-72032-3[注 40]